# アウエルバッハ・マルティン
アウエルバッハ・マルティン（Auerbach Martin、2002年11月3日 - ）は、ハンガリー・タタバーニャ出身のサッカー選手。プスカシュ・アカデーミアFC所属。ポジションはゴールキーパー。

## クラブ経歴
2020年8月30日、ウーイペシュトFC戦でハンガリー1部リーグデビューを果たした。